# MadTV (computerspel)
MadTV is een televisiestation management simulatie spel dat in 1991 ontwikkeld en gepubliceerd werd door Rainbow Arts. Het spel plaatst de speler in de rol van een programma directeur van een televisie station. Hierdoor moet de speler programma's en advertenties inplannen terwijl hij tegelijkertijd moet proberen het hart te veroveren van Betty, een aantrekkelijke vrouw die werkzaam is in hetzelfde gebouw.

## Gameplay
Het spel wordt compleet bestuurd via een muis. Men kan eigen programma's ontwikkelen of kopen bij een filmdistributeur. Verder kan men advertenties binnenhalen via een makelaar. Advertenties dienen een minimale hoeveelheid kijkers te trekken anders krijgt de speler een boete opgelegd. Ook moet men ook het nieuws bijhouden en uitzenden op zijn/haar televisiekanaal.

## Bugs
Het spel kenmerkte zich door de vele spelfouten die het herbergde. Het origineel was in het Duits, en doordat het een groot succes werd in Duitsland werd het vervolgens vertaald naar het Engels. De vertalers maakten echt tientallen spel- en grammatica fouten. Toen het spel als eerste op de Amiga uitkwam liep het vlekkeloos, echter toen het geconverteerd was naar DOS doken er vele bugs op. Vaak liep het spel vast tijdens het opslaan van een spel, en crashte het indien iemand zijn eigen programma of televisieserie wilde opnemen.

## MadTV 2
In 1996 kwam er een vervolg uit genaamd MadTV 2. Ondanks dat het eerste deel een groot succes was wereldwijd, werd het tweede deel alleen in Duitsland uitgebracht.

## Andere versies
Doordat MadTV door de jaren heen zo populair bleef werd er een online versie uitgebracht en een versie speciaal voor op mobiele telefoons. Beiden versies, die gratis te spelen zijn, verschillen echter wel op enkele gebieden met het origineel. Zo kan bij beiden versies geen eigen programma's gemaakt worden, is het spel niet real-time maar turn-based, en zit er geen eind aan.